# Krzysztof Luft
Krzysztof Stanisław Luft (ur. 5 stycznia 1958 w Warszawie) – polski aktor, dziennikarz i menedżer, w latach 1999–2001 rzecznik prasowy rządu Jerzego Buzka, w latach 2010–2016 członek KRRiT.

## Życiorys
Ukończył XV Liceum Ogólnokształcące im. Narcyzy Żmichowskiej, następnie w 1980 studia w Państwowej Wyższej Szkole Teatralnej w Warszawie. W latach 80. był aktorem Teatru Nowego.
Od 1990 do 1998 był dziennikarzem i prezenterem Telewizji Polskiej, prowadził m.in. poranny program Kawa czy herbata?. Od 26 marca 1999 do 19 października 2001 pełnił funkcję rzecznika prasowego rządu Jerzego Buzka. Później zajął się prowadzeniem własnej działalności gospodarczej w branży public relations.
Bez powodzenia kandydował z listy Platformy Obywatelskiej w wyborach parlamentarnych w 2007, uzyskując 4221 głosów. 1 lipca 2008 został dyrektorem Biura Prasowego Kancelarii Sejmu, tego samego dnia przestał być członkiem PO. 7 lipca 2010 został powołany na członka KRRiT z rekomendacji Bronisława Komorowskiego, tymczasowo wykonującego obowiązki prezydenta RP. W 2019 ponownie ubiegał się o mandat poselski jako kandydat Koalicji Obywatelskiej.
W 2014 wydał tomik poezji pt. SMS. Krótka wiadomość tekstowa, będący zbiorem wierszy napisanych przez niego do różnych osób i wysłanych w formie SMS-ów.

## Życie prywatne
Jest synem profesora Stanisława Lufta, specjalisty reumatologa, a także bratem Bogumiła Lufta, publicysty i dyplomaty. Był żonaty z dziennikarką i prezenterką Moniką Luft; małżeństwo zakończyło się rozwodem. Ma syna, Filipa (ur. 1983).

## Wybrana filmografia
- 1997 – Linia opóźniająca
- 1993 – Lista Schindlera
- 1993 – Czterdziestolatek. 20 lat później
- 1992 – Enak
- 1990 – Życie za życie. Maksymilian Kolbe
- 1989 – Odbicia
- 1987 – Krótki film o zabijaniu
- 1984 – Dzień czwarty
- 1981 – Klejnot wolnego sumienia
- 1981 – Bołdyn